# لفلوتروزول
لفلوتروزول (انگلیسی: Leflutrozole) یک مهارکننده آروماتاز است که برای درمان هیپوگنادیسم در مردان در دست توسعه است. همچنین برای درمان آندومتریوز تحت بررسی بود، اما توسعه آن متوقف شد.